# Tony Danza

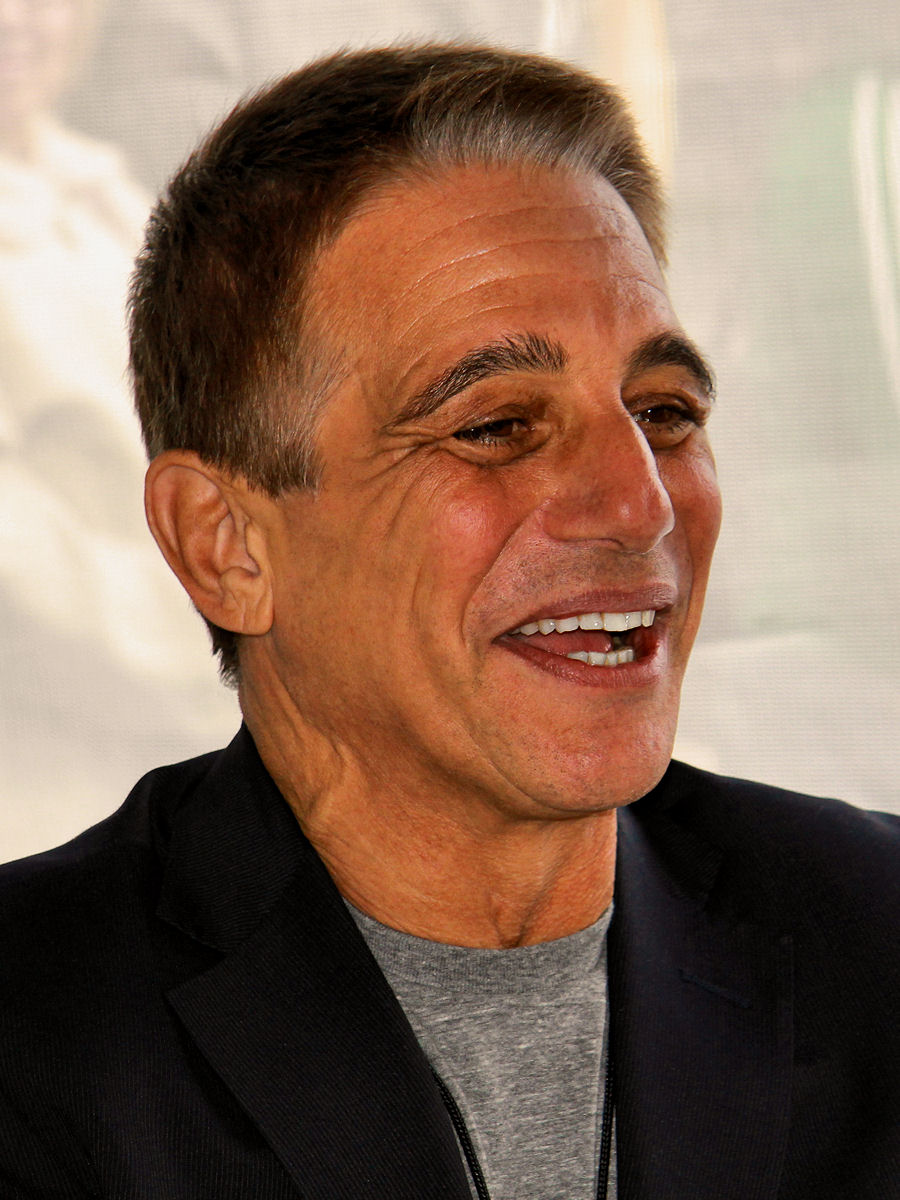
Tony Danza (2012)

Tony Danza (* 21. April 1951 als Anthony Salvatore Iadanza in New York City) ist ein US-amerikanischer Schauspieler. Er wurde 1978 in den USA mit der Fernsehserie Taxi und in Deutschland 1992 mit der ab 1984 in den USA produzierten Serie Wer ist hier der Boss? bekannt.

## Biografie

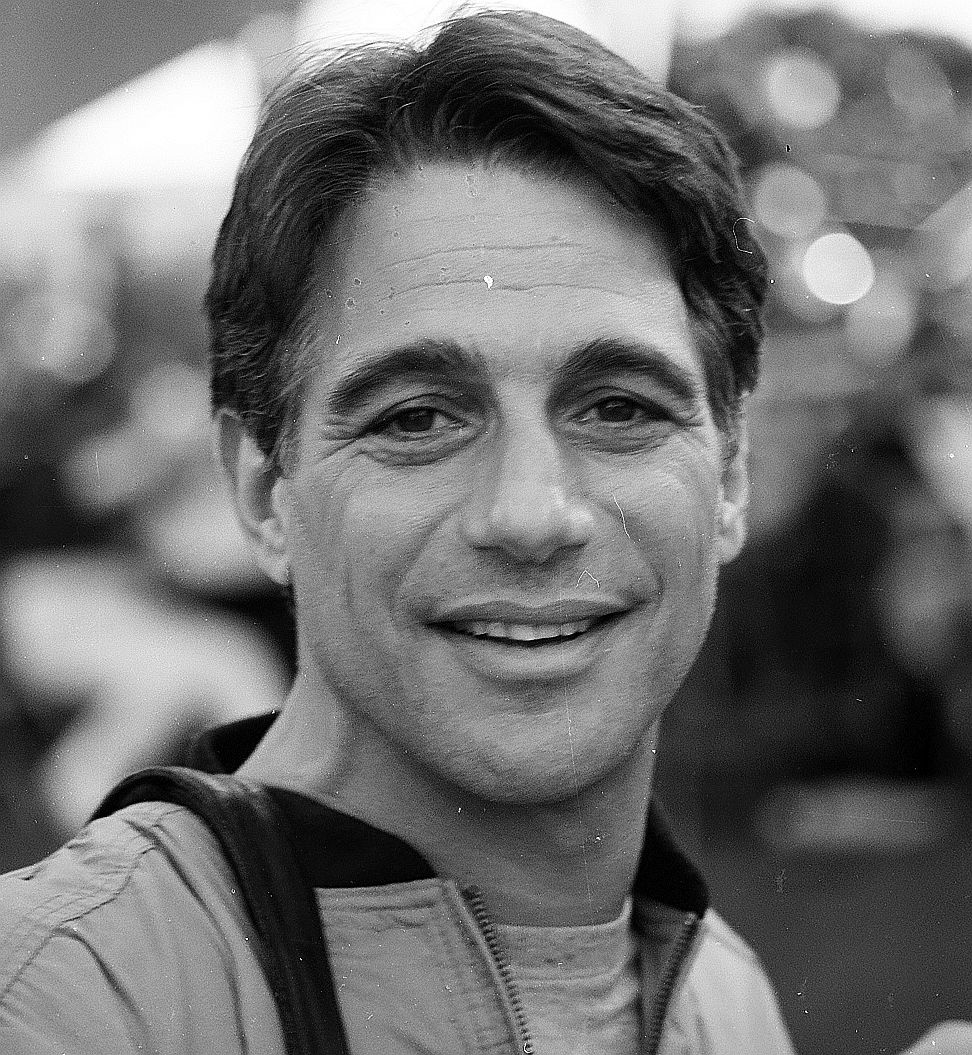
Tony Danza (1995)

Danza wurde 1951 in Brooklyn als Sohn von Anna Mary Camisa (1925–1993) und Matthew Anthony „Matty“ Iadanza (1920–1983) geboren. Seine Mutter war Buchhalterin und sein Vater arbeitete als Müllmann in Brooklyn. Danzas Großeltern väterlicherseits waren aus Pietrelcina Benevento im italienischen Kampanien, und seine Mutter war eine Einwanderin aus Campobello di Mazara in der sizilianischen Provinz Trapani. Er hat einen jüngeren Bruder (geb. 1954), der ein Restaurant in Los Angeles besitzt.
Bis zu seinem 14. Lebensjahr lebte er in Brooklyn, dann zog seine Familie nach Malverne auf Long Island. Dort besuchte er die Malverne High School und schloss diese 1968 ab. In der ersten Episode seiner Tony-Danza-Show beschrieb er sich als einen schlechten Schüler in der High School. Er absolvierte durch ein Ringer-Stipendium ein Studium der Geschichtswissenschaften an der University of Dubuque in Iowa, das er 1972 mit dem Bachelor abschloss.
1975 meldeten Danzas Freunde ihn zum Spaß zum Turnier der New York City Golden Gloves an. Nachdem er seine ersten sechs Gegner alle in der ersten Runde ausgeschaltet hatte, schied Danza im Finale aus. 1976 startete er eine Karriere als Profi-Boxer im Mittelgewicht. Er bestritt während seiner aktiven Laufbahn zwölf Kämpfe, von denen er neun durch K. o. gewann.
1978 debütierte er als Schauspieler in der Fernsehserie Taxi, in der er neben Danny DeVito und Andy Kaufman spielte. 1979 beendete er seine Boxkarriere und entschied sich ganz für die Schauspielerei. 1980 wurde er für seine Rolle in Taxi für einen Golden Globe nominiert.
Seinen Durchbruch hatte Danza mit der Fernsehserie Wer ist hier der Boss?, die in den USA von 1984 bis 1992 lief und ab 1992 in Deutschland ausgestrahlt wurde. Er spielte dort in 196 Episoden Tony Micelli, den Vater von Samantha Micelli (Alyssa Milano). Hierfür erhielt er 1986, 1987 und 1989 eine Nominierung für einen Golden Globe. Synchronisiert wurde er in der deutschen Fassung von Tommi Piper, der ihm auch in den meisten Filmen seine Stimme leiht. Des Weiteren war er 1998 in der Fernsehserie Ein Vater zum Küssen (The Tony Danza Show) in 14 Episoden als Tony DiMeo zu sehen. Von 2004 bis Mai 2006 moderierte er die Talkshow The Tony Danza Show. Seit Oktober 2010 strahlt A&E Network die Reality-Doku Teach: Tony Danza aus. Ab April 2011 war diese unter dem Titel Tony Danza – Eine Klasse für sich auf The Biography Channel auch in Deutschland zu sehen.
Danza war zweimal verheiratet, die erste Ehe mit Rhonda Yeoman dauerte von 1970 bis 1974. Die zweite Ehe mit Tracy Robinson wurde 1986 geschlossen; das Paar trennte sich 2006; die Scheidung erfolgte 2013. Danza hat einen Sohn (* 1970) und eine Tochter (* 1983) mit seiner ersten Ehefrau sowie zwei Töchter (* 1987 und * 1993) aus zweiter Ehe. Sein Sohn Marc Anthony Danza ist Koch. Gemeinsam mit ihm veröffentlichte Danza ein Kochbuch.

## Filmografie
- 1977: Fast Lane Blues (Fernsehfilm)
- 1978–1983: Taxi (Fernsehserie; 114 Folgen)
- 1979: Supertrain (Fernsehserie, 1 Folge)
- 1980: Hollywood Knights (The Hollywood Knights)
- 1980: Murder Can Hurt You! (Fernsehfilm)
- 1981: Affen, Gangster und Millionen (Going Ape!)
- 1983: American Video Awards (Moderation)
- 1984–1992: Wer ist hier der Boss? (Who’s the Boss?, Fernsehserie, 196 Folgen)
- 1984: Single Bars, Single Women (Fernsehfilm)
- 1984: Auf dem Highway ist wieder die Hölle los (Cannonball Run II)
- 1986: Höllengefängnis (Doing Life, Fernsehfilm)
- 1988: Freedom Fighter (Fernsehfilm)
- 1988: Hände weg von meiner Tochter (She’s out of Control)
- 1991: Jenny – Ich kämpfe um meine Tochter (The Whereabouts of Jenny, Fernsehfilm)
- 1991: Die Rache der Mafia (Dead and Alive: The Race for Gus Farace, Fernsehfilm)
- 1991–1992: Baby Talk (Fernsehserie, 35 Folgen)
- 1994: Angels – Engel gibt es wirklich! (Angels in the Outfield)
- 1995: Mit der Angst in ihren Augen (Deadly Whispers)
- 1995–1996: Wer ist hier der Cop? (Hudson Street, Fernsehserie, 22 Folgen)
- 1996: Illtown
- 1997: In den Straßen von Brooklyn (A Brooklyn State of Mind)
- 1997: Wally Sparks – König des schlechten Geschmacks (Meet Wally Sparks)
- 1997: Rache ist Süß (The Girl Gets Moe)
- 1997: North Shore Fish (Fernsehfilm)
- 1997: Die 12 Geschworenen (12 Angry Men)
- 1997: Glam
- 1997–1998: Ein Vater zum Küssen (The Tony Danza Show, Fernsehserie, 14 Folgen)
- 1998: Der kickende Müllmann (The Garbage Picking Field Goal Kicking Philadelphia Phenomenon, Fernsehfilm)
- 1998: Practice – Die Anwälte (The Practice, Fernsehserie, 4 Folgen)
- 1998: Die Arche Norman (Noah, Fernsehfilm)
- 1999–2002: Family Law (Fernsehserie, 44 Folgen)
- 2001: Bette (Fernsehserie, eine Folge)
- 2003: Ein Schlitzohr namens Santa Claus (Stealing Christmas, Fernsehfilm)
- 2004: L.A. Crash (Crash)
- 2004: The Whisper
- 2005: All My Children (Fernsehserie, eine Folge)
- 2008: Rita Rockt (Rita Rocks, Fernsehserie, Gastauftritt)
- 2009: Joey – Ein Boxerleben (The Nail: The Story of Joey Nardone)
- 2013: Don Jon
- 2013: Aftermath
- 2016: Sebastian Says (Fernsehfilm)
- 2016: Broad City (Fernsehserie, 1 Folge)
- 2017: There’s… Johnny! (Fernsehserie, 6 Folgen)
- 2018: The Good Cop (Fernsehserie, 10 Folgen)
- 2020: Outmatched (Fernsehserie, 10 Episoden)
- 2021: Rumble – Winnie rockt die Monster-Liga (Rumble, Stimme)
- 2022: Blue Bloods – Crime Scene New York (Fernsehserie, 1 Folge)
- 2022: Darby and the Dead
- 2023: And Just Like That … (Fernsehserie, 1 Folge)